# M/S Fyrbyggaren

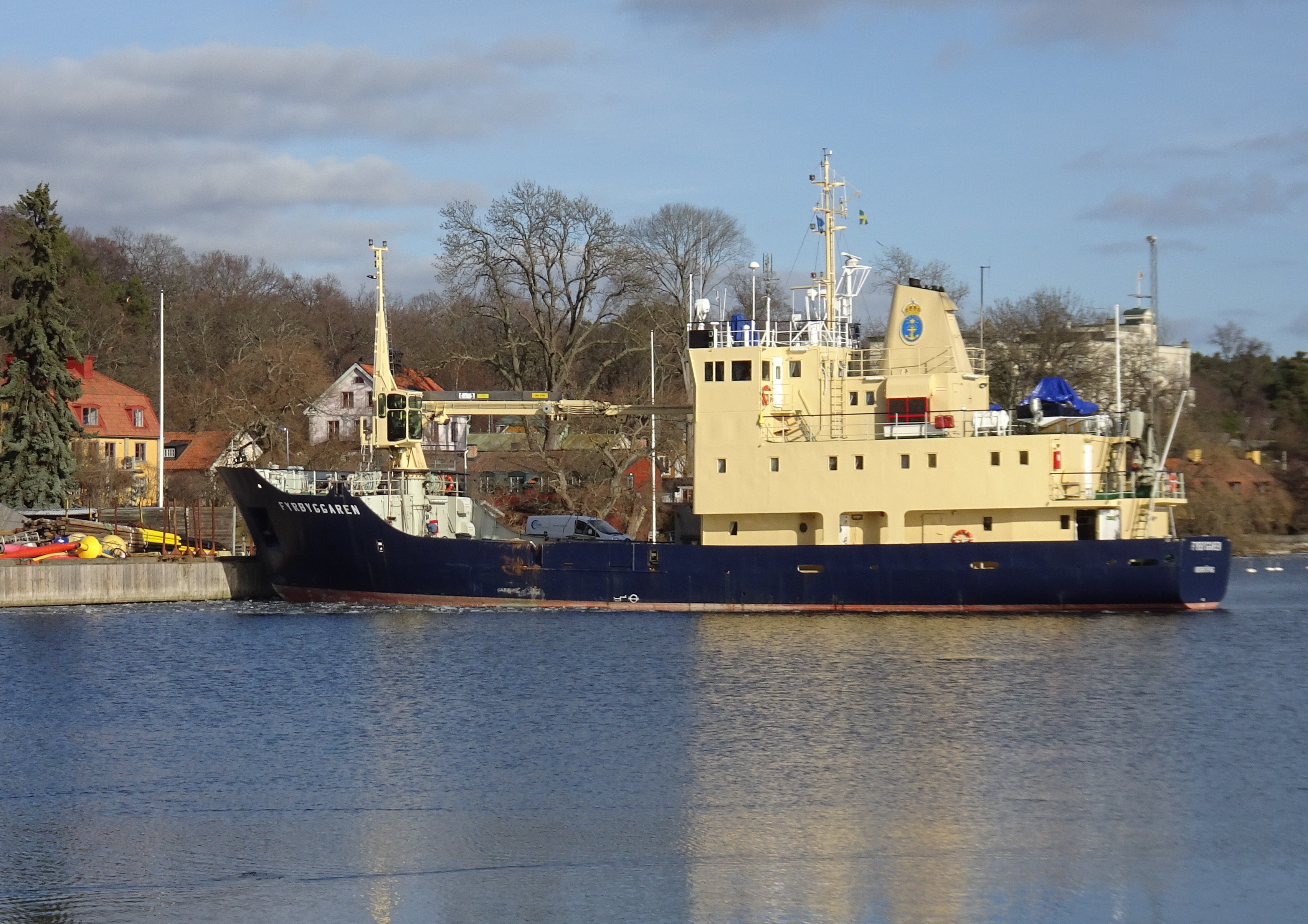
M/S Fyrbyggaren vid Alberget 2017

M/S Fyrbyggaren är ett av Sjöfartsverkets arbetsfartyg med hemmahamn i Norrköping men ligger ofta nedanför Alberget på Södra Djurgården i Stockholm där Sjöfartsverket bedriver verksamhet. Fartyget har under senare år huvudsakligen använts som plattform för Stockholms universitets marina forskningscentrums forsknings- och undersökningsverksamhet.

## Historik
M/S Fyrbyggaren var ursprungligen avsedd för bygg- och anläggningsarbeten till sjöss. Hon byggdes av Sigbjørn Iversen Mekaniske Verksted AS i Flekkefjord i Norge och levererades 1976 till Sjöfartsverket i Norrköping. Fartygets och dess besättnings uppgift är farledsunderhåll i Östersjön, som reparation av fyrar, bojar och prickar. 
I arbetsuppgifterna ingår även forskning i samarbete med Östersjöcentrum vid Stockholms universitet. För att kunna nyttja M/S Fyrbyggaren för forskningsverksamhet har Östersjöcentrum byggt och utrustat tre forskningscontainrar, en för provtagning och två för laboratoriearbete som placeras vid behov på fartygets däck. Besättningen består normalt av en kapten, en överstyrman, en maskinchef, två matroser och en kock. På Fyrbyggaren finns tio hytter med totalt tolv kojer.

## Tekniska data
- Byggår: 1976

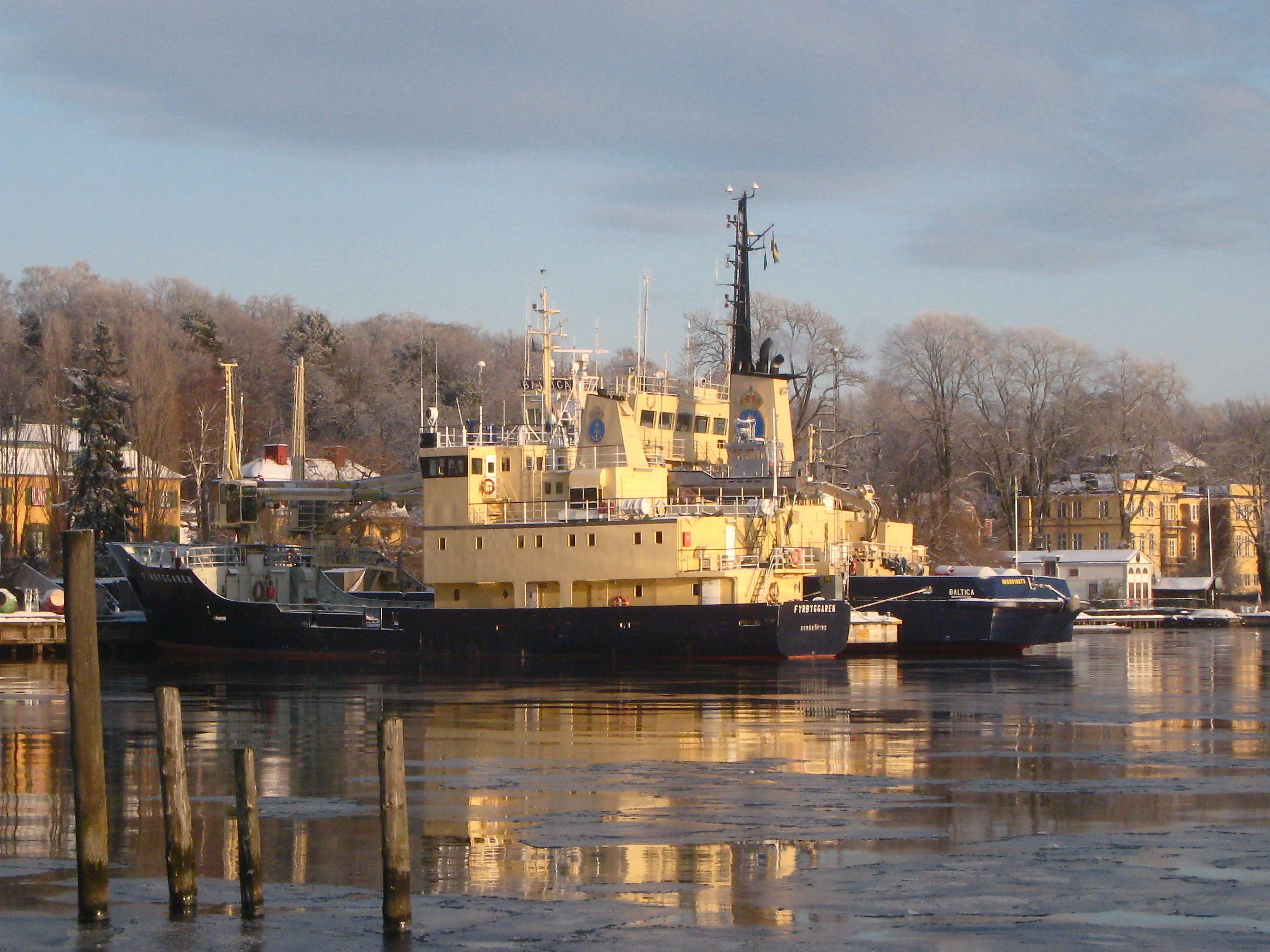
M/S Fyrbyggaren och hjälpisbrytaren M/S Baltica vid Alberget, januari 2010.

- Varv: Sigbjørn Iversen Mekaniske Verksted AS, Flekkefjord, Norge
- Material: stål
- L.ö.a: 41,81 meter
- Bredd: 10,19 meter
- Maskin: Wichmann 5AXA diesel
- Marschfart: 12 knop
- Effekt: 1103 kW
- IMO nummer: 7504213
- Ägare: Sjöfartsverket